# Dzintari
La Sala Concerti Dzintari (in lettone: Dzintaru koncertzāle; in russo: Концертный зал Дзинтари) è un'importante sala concerti di Jūrmala, in Lettonia.
Il complesso comprende due distinti edifici:
- La Sala Grande, o Dzintari - Consiste di una sala aperta, provvista di tetto ma priva di pareti, in grado di ospitare, seduti, più di 3.000 spettatori. Costruita nel 1962 dall'architetto Modris Gelzisa, prima della stagione nel 2006 venne ricostruita: gli interni hanno cambiato scenario, venne dotata di moderni sistemi acustici, di sedili più comodi, e persino di infrariscaldamento[1]. Lo stadio possiede cinque livelli, utilizzabili per la musica sinfonica, per concerti corali e jazz. Dal 2002 al 2014 vi si è svolto annualmente il concorso musicale internazionale New Wave. Altro evento a cadenza annuale è il festival "Jurmala", a cui partecipano artisti comici russi.

- La Sala Piccola - È un edificio di legno, composto da tre parti, una delle quali è formata da un porticato stilizzato dotato di lunghe colonne. Sia le facciate che gli spazi interni rispecchiano lo stile tipico del romanticismo lettone. Le navate centrali e interne a tutto sesto sono rivestite di finestre. Sulle pareti della sala tre sono presenti una serie di opere dei maestri di arte applicata Ansis Cirulis. Venne costruito nel 1936 dagli architetti Victor Mellenberg e Aleksandr Birzenieks. Può ospitare più di 1.000 spettatori.

Dopo la stagione 2010 la Hall «Dzintari», monumento storico culturale, ha subito una ristrutturazione che prevede di aumentare la capienza di 600 posti e di migliorare sia l'impianto di riscaldamento che l'isolamento degli edifici. Il costo della ristrutturazione è stimato in circa 2.85 milioni di euro, in parte provenienti da fonti UE e in parte da investitori privati.